# Речевой информатор
Речевой информатор — электронное устройство, обеспечивающее автоматическую передачу предварительно запрограммированных сообщений в каналы связи.

## РИ в авиационной технике
Речевой информатор (аппаратура речевых сообщений), в авиации предназначена для речевых сообщений, подсказок или команд-предписаний экипажу в сложных или критических ситуациях. В широко распространённой, но старой отечественной системе РИ-65Б, устанавливаемой на большинстве летательных аппаратов СССР и РФ, речевые сообщения выдаются женским голосом, за что система получила от пилотов прозвище «Рита» (на зарубежной авиатехнике речевой информатор пилоты называют «Стервозная Бетти»). Женский голос используется по нескольким причинам: женщины в экипажах - пока большая редкость и женский голос привлекает внимание, он чище и внятнее звучит по СПУ и, если магнитофон начнёт «тянуть» из-за падения напряжения питания, то мужской голос станет невнятным несколько раньше из-за тембра более низкой частоты.
Запись речевых сообщений производится на магнитную ленту на наземном устройстве РИ-65-50. Сигналы от бортовых систем и датчиков поступают в блок РИ-65-10, где включается лентопротяжный механизм и осуществляется выбор речевого сигнала и его автоматическое воспроизведение через усилитель СПУ на головные телефоны экипажа. В случае одновременного поступления сигналов от нескольких датчиков отработка сообщений идёт по степени важности, в порядке возрастания номеров каналов. Сообщения будут повторяться до тех пор, пока присутствует аварийный сигнал. Если сигнал кратковременный (импульсный), то сообщение автоматически повторится дважды. Для прекращения непрерывного повтора сообщения имеется тумблер или кнопка на щитке. Сообщения в СПУ от РИ-65 записываются речевыми самописцами (т. н. «чёрными ящиками»). Некоторые сообщения аварийного характера могут автоматически выдаваться в эфир.
Текстовое содержание сообщений довольно сильно варьирует в зависимости от типа авиатехники, на котором установлена система. Принципиально все сообщения сводятся к информированию об отказах систем, о достижении предельных режимов полёта и на военных самолётах — о возникшей угрозе.
Помимо авиационной техники, речевые подсказки в XXI веке достаточно широко применяются на бытовых автомобилях, как изначально встроенные, так и в качестве дополнений к различным устройствам.

## Примеры основных сообщений на английском
- Sink rate/Don’t sink — «избыточная скорость снижения/ прекратите снижение» (воспроизводится на малых высотах с целью недопущения столкновения с землей или, при посадке, касания земли с избыточной вертикальной скоростью и, следовательно, избыточной перегрузкой в момент касания)
- Windshear — сдвиг ветра
- Minimums — высота принятия решения посадки
- Landing gear — выпустите шасси (воспроизводится на малых высотах, например, при посадке)
- 1000, 500, 400, 300, 200, 100, 50, 40, 30, 20, 10 — высота. Измеряется в футах (воспроизводится на малых высотах, например, при посадке и с разными промежутками между цифрами (зависит от скорости снижения))